# HD 57240
HD 57240，又名CD-38 3309，SAO 197836、HR 2791，是一颗恒星，视星等为5.25，位于銀經251.08，銀緯-11.94，其B1900.0坐标为赤經7h 15m 8.8s，赤緯-39° -11.94′ 38″。